# 미나미이바라키역
미나미이바라키역(일본어: 南茨木駅, みなみいばらきえき)은 일본 오사카부 이바라키시에 있는 한큐 전철・오사카 모노레일의 역이다.

## 역 구조
두 회사의 역은 육교로 연결된다.

### 한큐 전철
상대식 승강장 2면 2선의 지상역이고 교상역사를 가진다. 분기기, 절대신호기가 없어 정류장으로 분류된다. 개찰구는 1곳이 있고, 개찰 외에는 편의점이 있다.
각 승강장과 개찰을 연결하는 엘리베이터와 에스컬레이터가 설치되어 있다. 오사카 모노레일과의 환승객이 많지만, 특급 정차역의 옆의 이바라키시 역의 연속 정차를 피하기 위서 특급이나 쾌속 급행 열차가 통과한다.

#### 승강장
| 1 | ■ 교토 본선 | 상행 | 가와라마치・가라스마・가쓰라・다카쓰키시・이바라키시・아라시야마 방면 |
| 2 | ■ 교토 본선 | 하행 | 우메다・아와지・덴가차야・기타센리・산노미야・다카라즈카 방면         |

### 오사카 모노레일
섬식 승강장 1면 2선의 고가역, 개찰구는 1곳. 오사카 공항발 막차는 이 역을 당역종착으로 한다.

#### 승강장
| 1 | ■ 오사카 모노레일 본선 | 사와라기・다이니치・가도마시 방면          |
| 2 | ■ 오사카 모노레일 본선 | 반파쿠키넨코엔・센리추오・오사카 공항 방면 |

## 역 주변
- 긴키 자동차도로
- 이바라키덴노 우체국
- 히가시나라 유적지
- 이바라키 시립 문화재 자료관
- 야나세 이바라키 점
- 리쓰메이칸 대학

## 역사

### 한큐 전철
- 1970년 3월 8일: 1970년 세계 박람회의 임시역으로서 쇼자쿠 ~ 이바라키시 역간 개업 후에 상설역으로 격상됨.
- 2001년 3월 24일: 다이어 개정으로 급행 정차역이 됨.
- 2007년 3월 17일: 다이아 개정으로 급행 열차는 준급행으로 격하된 것에 따라서 준급 정차역이 됨.
- 2010년 3월 14일: 다이아 개정으로 신설된 쾌속 정차역이 됨.

### 오사카 고속철도
- 1990년 6월 1일: 오사카 모노레일 선 센리추오 ~ 당역 구간 개통으로 영업 개시, 당초 시종착역이 됨.
- 1997년 8월 22일: 오사카 모노레일 선 당역 ~ 가도마시역 연장 개통으로 중간역이 됨.

## 인접역
| 한큐 전철 ■ 교토 본선                  | 한큐 전철 ■ 교토 본선 | 한큐 전철 ■ 교토 본선            |
| -------------------------------------- | --------------------- | -------------------------------- |
| HK-64 가미신조 우메다 방면             | ■ 쾌속 ■ 준급         | 이바라키시 HK-69 가와라마치 방면 |
| HK-67 셋쓰시 우메다 방면               | ■ 보통                | 이바라키시 HK-69 가와라마치 방면 |
| 오사카 고속철도 ■ 오사카 모노레일 본선 |                       |                                  |
| 18 우노베 오사카 공항 방면             |                       | 사와라기 20 가도마시 방면        |